# Günther Blumentritt
Günther Blumentritt (Monaco di Baviera, 10 febbraio 1892 – Monaco di Baviera, 12 ottobre 1967) è stato un generale tedesco della Wehrmacht durante la seconda guerra mondiale.

## Biografia
Blumentritt iniziò la propria carriera nell'esercito imperiale tedesco poco prima dell'inizio della prima guerra mondiale; durante il conflitto venne impiegato sul fronte orientale in Prussia.
Tra le due guerre mondiali, servì sotto il comando di Wilhelm Ritter von Leeb e conobbe Erich von Manstein col quale mantenne un rapporto d'amicizia per tutta la vita.
Nel 1939, Blumentritt venne nominato colonnello e capo delle operazioni agli ordini del generale Gerd von Rundstedt nel gruppo d'armate sud, mentre von Manstein divenne capo di stato maggiore. Blumentritt e von Manstein furono i due ufficiali che si occuparono fisicamente di redigere un piano d'operazioni per l'invasione della Polonia che diede poi inizio al conflitto nel settembre di quell'anno. Dal 1940 venne trasferito sul fronte occidentale dove prese parte alla battaglia di Francia agli ordini del generale Günther von Kluge, col quale divenne capo di stato maggiore della IV armata.
Nel 1941, Blumentritt, nominato generale, prese parte all'Operazione Barbarossa, malgrado si fosse dichiarato apertamente contrario ad un'invasione dell'Unione Sovietica su vasta scala. Tornò in Germania nel 1942 dove gli venne assegnato l'incarico di capo dell'Oberkommando des Heeres. Nel 1942, chiese ed ottenne di potersi portare nuovamente sul fronte orientale e contribuì alla guerra suggerendo il ritiro delle truppe tedesche da Stalingrado. Hitler in persona rifiutò questo suo consiglio.
Nel 1944, con lo sbarco in Normandia, Blumentritt e i suoi uomini vennero respinti dalle truppe britanniche del XXX Corps agli ordini del generale Brian Horrocks.
Blumentritt venne implicato nel complotto del 20 luglio 1944 contro Hitler. All'epoca dei fatti egli era capo di stato maggiore del maresciallo von Rundstedt. Dal 21 luglio al 6 agosto 1944 venne trasferito in Francia, ma venne poi temporaneamente sollevato dai suoi incarichi per quanto Hitler non lo ritenesse direttamente coinvolto nel progetto per assassinarlo. Nel settembre del 1944, venne trasferito al comando del XII SS-Armeekorps. Al termine dell'operazione Blackcock, venne nominato comandante della 25. Armee. Nel marzo del 1945, Blumentritt assunse per breve tempo il comando della 1. Fallschirmarmee ("1ª Armata paracadutisti") e poi il comando dell'Armeegruppe Blumentritt.
Blumentritt venne catturato dagli britannici il 1º giugno 1945 nello Schleswig-Holstein. Portato prigioniero in un campo di prigionia britannico, venne trasferito in uno americano dal 6 novembre di quello stesso anno, luogo ove rimarrà sino al 1º gennaio 1948.
Una volta liberato si ritirò a vita privata, morendo a Monaco di Baviera nel 1967. Prese parte come consulente militare alla realizzazione del film Il giorno più lungo, dove il suo ruolo fu interpretato da Curd Jürgens.